# У Цзетянь
У Цзетянь (кит.: 武皇后; піньїнь: Wu Zetian; 17 лютого 624 — 16 грудня 705)  — наложниця китайського імператора Тай-цзуна, яка фактично правила Китаєм протягом сорока років з 665 року до своєї смерті. 690 року офіційно прийняла титул імператриці (перша і єдина жінка, що одноосібно правила Китаєм). Вона оголосила про створення нової династії  — Чжоу, проте династія перервалася після її смерті. Після смерті разом з Ґао-цзуном похована в мавзолеї Цяньлін.

## Піднесення
У 13 років майбутня імператриця потрапила в гарем всемогутнього імператора Тай-цзуна як молодша наложниця. Про її життя в гаремі практично нічого не відомо. Після смерті Тай-цзуна 649 року вона, за звичаєм того часу, була відправлена черницею в буддійський монастир, щоб закінчити свої дні з поголеною головою.
Однак і в монастирі У не переривала зв'язку (мабуть, що виник ще за життя Тай-цзуна) з його сином і спадкоємцем, імператором Гао-цзуном. Зрештою останній відвіз її з монастиря до свого гарему. Протягом наступних двох-трьох років вона різними підступами позбулася всіх суперниць, включаючи дружину імператора. Ставши 655 року імператрицею, У народила Гао-цзуну чотирьох синів і доньку.
Соратники Тай-цзуна і вища аристократія були ображені піднесенням простолюдинки. Крім того, і за уявленнями того часу, інтимні відносини спочатку з батьком, а потім з сином прирівнювалися до інцесту. В боротьбі «за двір» імператриці вдалося здобути перемогу: до 660 року всі її недоброзичливці були віддалені від двору, суперниць «за її наказом четвертували і втопили у вині без суду і слідства». Її найбільшим тріумфом стала розправа над дядьком імператора і його кланом.

## Царювання
Гао-цзун з кожним роком слабшав душею і тілом, так що протягом останніх 23 років його життя країною фактично правила імператриця У. Вона особисто відбирала воєначальників, які вели війни на Корейському півострові. Значною мірою завдяки її проникливості і енергійності до 675 року Корея лежала біля ніг танського імператора.
Колосально зріс в країні вплив буддизму. Надавала підтримку буддистській школі Хуаянь на чолі з її патріархом Чжіянєм.
При найменшій підозрі У нещадно розправлялася з непокірними, вселяючи придворним благоговійний трепет. На думку Л. М. Гумільова, у влаштованих імператрицею гоніннях на посібників піднесення династії Тан «глуха ненависть китайської знаті до династії, яку вона вважала чужорідною, прорвалася і знайшла гідного вождя». 
Після смерті чоловіка в 683 році імператриця передала престол старшому синові Чжун-цзуну, однак, звернувши увагу на його безпорадність і покірність своїй молодій дружині, вже через місяць заслала їх і звела на престол іншого сина, Жуйцзуна, який протягом шести років залишався слухняною маріонеткою в її руках. Подібний розвиток подій викликав протест танських легістів, однак підняте ними на півдні повстання було жорстоко придушене імператрицею.

## Імператриця Китаю

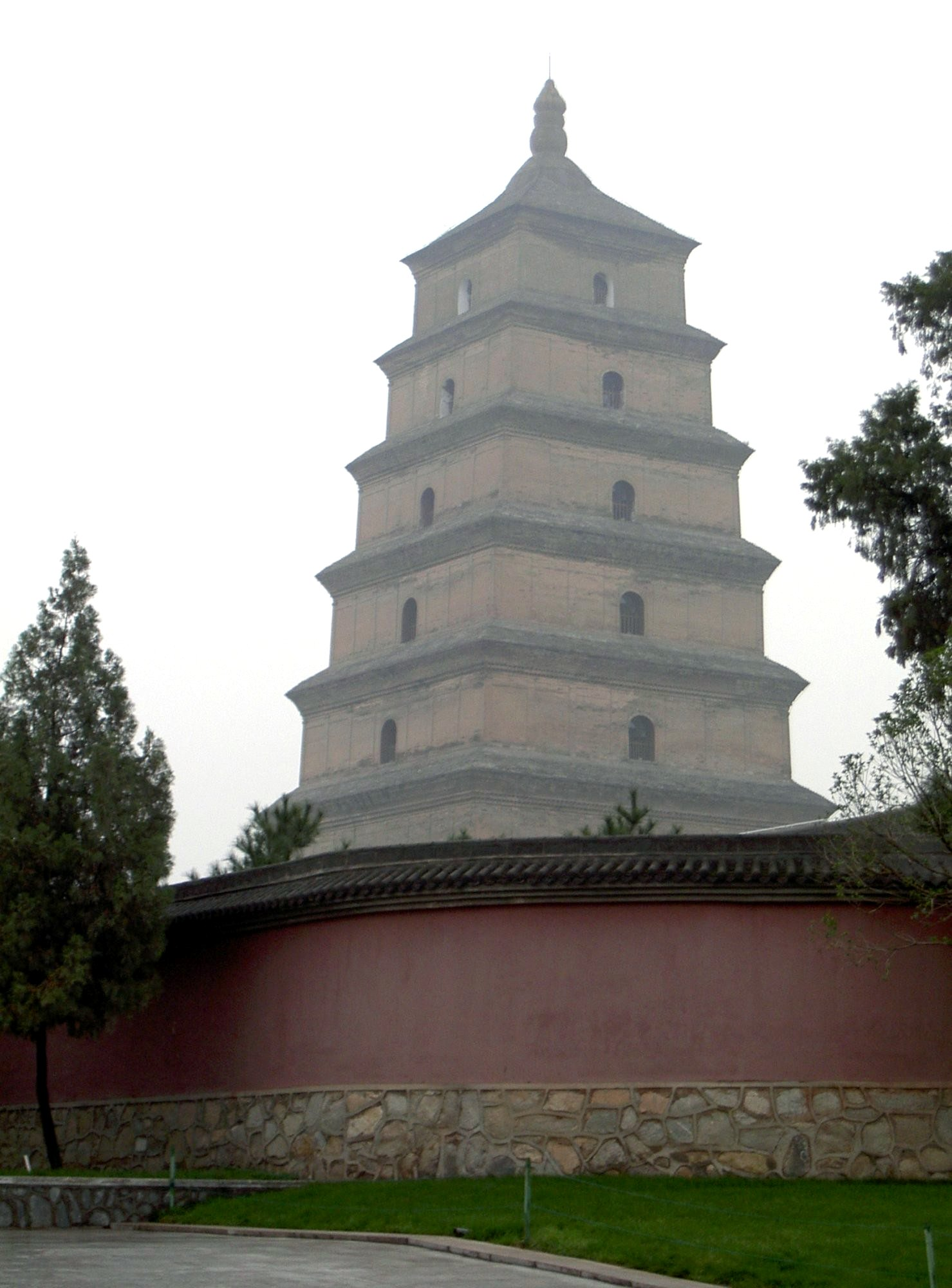
Велика пагода диких гусей, добудована в Чан'ані при імператриці У.

До 690 року позиції У стали настільки міцними, що вона скинула сина і 19 жовтня проголосила себе імператрицею (точніше, імператором) — подія, яка не мала прецедентів в історії Піднебесної. «Буддисти негайно написали твір, який доводить, що У — дочка Будди і повинна успадковувати імперію у династії Тан. У подяку за підтримку, імператриця видала указ, що велів у всіх містах країни будувати буддиські храми». Разом із цим, вона проголосила себе спадкоємницею 13-го імператора династії Чжоу, Пін-вана (770—720 до н. е., першого з правителів династії Східна Чжоу) та на цій підставі змінила назву існуючої династії на «Чжоу».
Хоча західні і північні кордони Танської імперії тріщали від напору кочівників — тюрків та киданів, імператриця змушена була зосередити свою увагу на питаннях престолонаслідування. Члени сімейства У (її рідні племінники), і до того наближені до трону, після проголошення династії Чжоу бачили себе спадкоємцями престолу. Після довгих коливань імператриця в 698 році повернула із заслання Чжун-цзуна і вказала на нього як на майбутнього імператора. З членами свого сімейства вона розправлялася так само круто, як і зі всіма іншими.
В останні роки життя (починаючи з 699 року) розсудливість імператриці похитнулася напливом старечого сластолюбства. Зокрема, вона наблизила до себе двох братів сумнівної репутації, представників сімейства Чжан, які стали її коханцями. Незважаючи на вмовляння придворних, стара і хвора правителька цілком покладалася на відданість Чжан. У лютому 705 року група змовників з числа вищих сановників оволоділи палацом, піддали Чжанів карі, а імператрицю відправили вмирати в заміський маєток. Імператором був проголошений Чжун-цзун, «династія Чжоу» знову змінила ім'я на Тан.

## У культурі
- «Імператриця», роман франкомовної китайської письменниці Шань Са (2003). Описує долю імператриці У від першої особи. ISBN 5-224-05475-3

## Виноски
1. ↑  https://cbdb.fas.harvard.edu/cbdbapi/person.php?id=93663
2. ↑  Encyclopedia of Chinese History
3. ↑  FitzGerald C. P. Encyclopædia Britannica
4. ↑  http://www.studyblue.com/notes/note/n/final/deck/8893539
5. ↑  http://www.drben.net/ChinaReport/Sources/Geography/Rivers/Yellow_River/History/Yellow_River-Huang_He-History_Of-4-Sui_Dynasty-Tang-Dynasty.html
6. ↑  http://www.chinaculture.org/focus/focus/cities/2010-08/17/content_391351.htm
7. ↑  Ming Qing Women's Writings — 2005.
8. 1 2 3  China Biographical Database
9. ↑  японська Вікіпедія — 2001.
10. ↑  gumilevica.kulichki.net
11. ↑   gumilevica.kulichki.net